# رودخانه زوماندائو
رودخانه زوماندائو (به لاتین: Zomandao River) یک رود در ماداگاسکار است که در ماداگاسکار واقع شده‌است.